# Licinij I.
Licinij I. (latinsko Gaius Valerius Licinianus Licinius Augustus),  ; tudi Valerius Licinianus Licinius, Iovius Licinius) grško starogrško Λικίνιος Α'), znan kot Licinij, je bil rimski cesar (308-324); *okrog 263 v Gornji Meziji blizu Zaječarja v današnji Srbiji; † spomladi 325 Solun
Večinoma je vladal kot sovladar s Konstantinom Velikim, pa tudi njegov tekmec; z njim je sodeloval pri pripravi Milanskega odloka 313, ki je zagotovil svobodo veroizpovedi tudi za kristjane v celotnem Rimskem cesarstvu; na svojem področju pa jih je vendarle preganjal. Končno je bil premagan in ujet; ko je zopet hotel dvigniti vstajo, je bil umorjen v Solunu skupaj s svojim sinom Licinijem.

### Mladost
Licinij se je rodil okrog 263  v Gornji Meziji blizu Zaječarja v današnji Srbiji. Rojen v dačanski kmečki družini  je spremljal svojega prijatelja iz otroštva, bodočega cesarja Galerija, na Perzijskem pohodu 298. Slednji mu je toliko zupal, da ga je 307 poslal kot poslanca k Maksenciju v Italijo za pridobitev soglasja glede prihodnjega vladarskega položaja. Galerij je tedaj poveril vzhodne pokrajine Liciniju, sam pa se je šel osebno pogajat z Maksencijem po smrti Flavija Severa.

### Krščanstvo v Rimskem cesarstvu
Tudi Konstantin je spremljal cesarja Galerija na njegovih vojnih pohodih proti podonavskim barbarom in proti sasanidskemu Perzijskemu cesarstvu 298 ter Dioklecijana na njegovem obisku v Egiptu 301/302. Dioklecijan je leta 303 na Galerijevo hujskanje sprožil Veliko preganjanje kristjanov, ki je bilo zadnje in najbolj surovo preganjanje kristjanov v Rimskem cesarstvu. Treba je poudariti, da je bil v zahodnem delu cesarstva objavljen samo prvi od štirih Dioklecijanovih ediktov in da sta ga morala Maksimijan in cesar Konstancij izvesti. Kako dosledna sta bila pri tem, so mnenja deljena. Krščanski govornik Laktancij je, na primer, napisal, da je Konstancij sicer uničil nekaj krščanskih cerkva, «...pravemu Božjemu hramu, ki je človeško telo«, pa je prizanesel.
Dioklecijanova borba proti kristjanom se je zaradi njegove bolezni pozimi 303/304 kmalu preusmerila na vprašanje nasledstva. 1. maja 305 se je v bližini Nikomedije skupaj s svojim sovladarjem Maksimijanom prostovoljno umaknil z oblasti. Nova avgusta sta postala Galerij in Konstancij, njuna cezarja pa Galerijeva ščitenca Severij in Maksiminij II. Daj, ki je bil Galerijev bratranec. Konstancijevega odraslega sina Konstantina in Maksimijanovega sina Maksencija so pri delitvi oblasti obšli. 
V tako nastali situaciji je Konstantinov položaj na Galerijevem dvoru postal ogrožen, zato je Konstancij z izgovorom, da je slabega zdravja, zaprosil Galerija, naj mu pošlje sina in Konstantin se je leta 305 pridružil svojemu očetu. Po skupnem vojnem pohodu proti Piktom je Konstancij 25. julija 306 v Eburakumu (današnji York, Anglija) umrl. Rimska vojska je za novega avgusta proglasila pokojnikovega sina Konstantina, kar je globoko pretreslo Dioklecijanov sistem oblasti. Galerij se je izboru na začetku srdito upiral, potem pa je popustil pod pogojem, da novi avgust Zahoda postane Severij, Konstantin pa postane njegov podrejeni cezar. Konstantin je tako postal šele četrti mož v cesarskem zboru, vendar je v svojih rokah trdno obdržal oblast nad ozemlji svojega očeta: Galijo, Britanijo in Hispanijo. Konstantin je kmalu preklical ukrepe proti kristjanom in jim vrnil njihove pravice in premoženje. 

## Razdelitev oblasti v cesarstvu
Maksencij se je s pomočjo in podporo senata in pretorijanske garde oktobra 306 razglasil za cesarja v Rimu in se obdržal na oblasti v Italiji in Afriki. Ker je Rimu grozila nevarnost, da ga bo s severa napadel avgust Sever, je Maksencij poklical na pomoč svojega očeta Maksimijana, ki se kljub odpovedi ni odrekel želji po oblasti. Legionarji so Severu odrekli poslušnost; v Raveni se je predal Maksimijanu, ki ga je dal kmalu zatem usmrtiti. 
Galerij se je jeseni 307 sam odpravil v Italijo in poskusil vreči z oblasti Maksencija in Maksimijana. Maksimijan je tokrat za zavezništvo zaprosil Konstantina. Sestala sta se v Konstantinovi rezidenci v Trieru. Maksimijan je Konstaninu ponudil priznanje vladarskega naslova avgust in roko svoje hčerke Fauste. Konstantin je ponudbo sprejel in se ločil od žene Minervine, ki mu je rodila sina Krispa. S Fausto se je poročil septembra 307, istočasno pa so ga razglasili za avgusta. 
Medtem je Galerij na pohodu v Italijo doživel polom in se je moral vrniti; ker je izgubil oblast nad zahodno polovico cesarstva, se je v jeseni 308 v Karnuntumu (blizu današnjega Dunaja) sestal z Galerijem, Maksimijanom in Dioklecijanom; Maksimijana so tokrat prisilili, da se je umaknil z oblasti, za novega avgusta pa so 11. novembra 308 razglasili Galerijevega ljubljenca Licinija, ki je vladal 308-324. Konstantina so kot cezarja ponovno sprejeli v vladajočo tetrarhijo. 
Sporazumu iz Karnuntuma je na začetku 309 oporekal Galerijev bratranec, cezar Maksimin. Licinijevo povišanje v avgusta ga je užalilo, zato se je 1. maja 310 samovoljno oklical za avgusta. Ker je tudi Konstantin že pred tem težil za tem naslovom, so si 310 vsi štirje zakoniti vladarji nadeli naslove avgustov. 
Maksimijan se je iz Karnuntuma vrnil v Galijo in se pred Konstantinom javno odrekel cesarskim insignijam, ko pa je Konstantin 310 odšel na vojni pohod proti porenskim barbarom, se je v Masiliji (današnji Marseille) že tretjič proglasil za avgusta. Po Konstantinovi vrnitvi so ga ponovno prisilili, da se je podredil Konstantinu. Kmalu zatem je poskusil narediti atentat na svojega do tedaj velikodušnega zeta, zato ga je Konstantin prisilil, da je naredil samomor. 
Odstranitev Maksimijana iz političnega življenja je za Konstantina pomenila izgubo pravne osnove za vladarski naslov, zato je začel iskati drugo zakonsko osnovo. Avgusta 310 se je pojavil panegirik neznanega latinskega avtorja, ki se je ohranil. Namenjen je bil Konstantinu in pravi, da je Konstantin potomec cesarja Klavdija II. Gotskega (268-270), pravico do prestola pa naj bi imel tudi kot sin božanskega Konstancija. Poleg tega je Konstantin na poti iz Masilije v Trier obiskal neimenovan Apolonov tempelj, v katerem je doživel srečanje z Apolonom. Apolon mu je prerokoval, da bo prav on postal vladar celega sveta. To videnje je bilo prav gotovo eno od Konstantinovih propagandnih orožij. Ker se je cesar malo pred tem odrekel pravni osnovi za svojo oblast, je takoj javno objavil drugo: nasledstveno pravico in odobravanje bogov. Verjetno ni naključje, da se je ravno okrog leta 310 na Konstantinovih kovancih prvič pojavilo Nepremagljivo Sonce (Sol Invictus), ki ga cesar slavi kot svojega spremljevalca in zaščitnika (SOLI INVICTI COMITI).

## Konstantin podpira krščanstvo
Onemogel od strašne bolezni, ki so jo pripisovali maščevanju krščanskega Boga, je Galerij na smrtni postelji 30. aprila 311 v Sardici (današnja Sofija izdal Tolerančni edikt, s katerim je na svojem ozemlju (Balkan in Mala Azija) razglasil versko svobodo za vse verske skupnosti vključno s krščanstvom. Svojim podložnikom je ukazal, naj molijo za ozdravitev svojega vladarja. Njegovo ozemlje sta si po njegovi smrti razdelila Licinij in Maksimin Daja: Licinij je dobil Balkan, Maksimin Daja pa Malo Azijo. 
Odstranitev Maksimijana 310 je privedla do zaostritve odnosov med Konstantinom in Maksencijem. Konstantin je na začetku 312 sklenil zvezo z Licinijem, vladarjem Podonavja in Balkana, spomladi 312 pa z manjšo vojsko, ki je štela okrog 40.000 vojakov, prekoračil Alpe. Po zmagi pri Veroni je postal nesporni gospodar severne Italije. Ko je Maksencij izvedel za poraz svoje vojske, se je umaknil v Rim. 
Konstantin je na poti v Rim doživel mistično doživetje, po katerem se je javno opredelil za krščansko vero. Kronist Laktancij je v svojem spisu O smrti preganjalca (317) zapisal, da je Konstantin v noči pred Bitko pri Milvijskem mostu v sanjah dobil nasvet, naj ščite svojih vojakov zloži v obliki črke H z navpičnico, da bo nastal kristogram. Konstantinov življenjepisec Evzebij Cezarejski v Vita Constantini (po 337) poroča, da mu je cesar pod prisego osebno opisal svoje doživetje: cesar je molil k Bogu svojega očeta, naslednjega dne pa so Konstantin in njegova vojska na nebu nad soncem zagledali svetel križ z napisom: »S tem zmaguj« . Cesar ni vedel za pomen svojega videnja, dokler ga ni obiskal Jezus Kristus in mu priporočil, naj naredi vojaški prapor (labarum) v obliki znamenja, ki ga je videl na nebu in ga uporabi v bitki. Konstantin je dal skovati labarum z vencem na vrhu, v katerem sta bili združeni grški črki H in R (grško Χ in Ρ) v obliki Kristusovega monograma. Odločil se je, da bo sledil Bogu, ki se mu je prikazal in se dal poučiti o krščanstvu. 
Konstantin ni bil niti prvi niti zadnji rimski vladar, ki je pred nekim pomembnim dogodkom iskal in dobil pomoč neke višje sile. Novost je bila v tem, da je imelo Konstantinovo videnje, za razliko od prejšnjega, v katerem se mu je prikazal Apolon, krščansko vsebino. Vedeti je treba, da so v tistem času tako kristjani kot pogani verjeli, da nebeške sile odločilno vplivajo na človeško usodo. Pred odločilno bitko z maloštevilno Konstantinovo vojsko 28. Oktobra 312 so poganski svečeniki tudi Maksencija hrabrili s prerokbami iz Sibilskih knjig. Stari Milvijski most na Tiberi severno od Rima so porušili, da bi Konstantinovi vojski otežili prodor proti Rimu, branilci pa so zase naredili pontonski most. Maksencijeva vojska se je že med prvim resnim spopadom začela brezglavo umikati in pontonski most je pod njihovo težo popustil. Med žrtvami bega je bil tudi Maksencij. Konstantin je že naslednji dan zmagoslavno vkorakal v Rim z Maksencijevo odsekano glavo na kopju. 
Rim je zmagovalca pozdravil kot »osvoboditelja, rešitelja in dobrotnika«, Maksencija pa je senat razglasil za tirana, ukazal izbris vseh spominov nanj (damnatio memoriae) in izglasoval postavitev zmagovalčevega kipa v Rimu. Senat je Konstantinu podelil naslov Maximus Augustus, s katerim je dobil vodilni položaj v cesarskem zboru, ki sta ga poslej sestavljala Licinij in Maksimin.  
Konstantin je nato tudi v Italiji uveljavil Galerijev Tolerančni edikt iz leta 311 in zahteval, da se Cerkvi vrne odvzeto premoženje, za kar je hotel pridobiti tudi svojega zaveznika Licinija. Sestala sta se februarja 313 v Milanu, kjer se je Licinij poročil s Konstantinovo polsestro Konstancijo. Doseženi sporazum je postal osnova za Milanski edikt, s katerim je Konstantin kristjanom podelil svobodo veroizpovedi in jih tako izenačil z ostalimi verniki v cesarstvu. 

## Konstantin in Licinij (313-324)
30. aprila 313 je Licinij v bitki pri Ciralumu ob Črnem morju (današnji Karadeniz Ereğli, Turčija) premagal Maksimina in postal nesporni vladar Male Azije, Sirije, Palestine, Mezopotamije in Egipta. Po prihodu v Nikomedijo je takoj prenehal preganjati kristjane in cerkvi in posameznikom iz državne zakladnice izplačal odškodnino, potem pa je ukazal usmrtitev vseh članov nekdanjih cesarskih družin. Vse zveze s tetrarhijo so bile pretrgane in Rimsko cesarstvo je pripadlo samo dvema cesarjema: Konstantinu Zahod in Liciniju Vzhod. 
Konstantin je začel urejati cerkvene razmere. Posebno so ga zanimale razmere v cerkvi v Afriki, kjer se je zaradi Velikega preganjanja od krščanstva odcepil donatizem. V Arelatu (današnjem Arlesu, južna Francija) je sklical zbor vseh škofov iz svojega dela cesarstva in 1. avgusta 314 se je na prvem cerkvenem zboru pod cesarskim varuštvom zbralo 33 škofov; obsodili so Donatovo ponovno krščevanja tistih, ki so med preganjanjem odpadli. Donatisti so ta sklep zbora zavrnili, zato se je Konstantin obrnil na zbor s »Poslanico katoliškim škofom« (Epistula Constantini ad Episcopos Catholicos). Donatistični razkol se ni pomiril, zato je Konstantin konec leta 316 ukazal ukrepanje proti donatystom, kar pa je preklical 321, češ da bo heretikom bolj pravično sodil Bog. 
Medtem je Konstancija Liciniju rodila sina Licinijana. Napetosti med Konstantinom in Licinijem so se stopnjevale - Licinij je dal 313 podreti kipe Konstantina v Emoni (današnja Ljubljana). Nato se je 316 se je med njima vnela prva vojna, Bellum Cibalense. Po težki bitki pri Cibali (današnji Vinkovci, vzhodna Slavonija) 8. oktobra 316 je Konstantin prisilil Licinija, da mu je prepustil celotno evropsko ozemlje, razen Trakije. Mirovno pogodbo sta podpisala 1. marca 317 v Sardici (današnja Sofija, Bolgarija). Po podpisu pogodbe je Konstantin za cezarja proglasil svoja sinova Krispa in Konstantina II. ter nečaka Licinija Mlajšega. Navidezna sprava med avgustoma je vzdržala do 321, ko se nista mogla sporazumeti glede imenovanja konzulov. 
Licinij je poleg tega postal nasilen do kristjanov in jih je začel kruto preganjati; oni so se seveda obrnili na svojega zaščitnika Konstantina, ki je 323, med preganjnjem Sarmatov, vdrl na Licinijevo ozemlje. Licinija je prvič porazil 3. julija 324 pri Adrianopolisu (današnji Odrin v evropskem delu Turčije), potem pa še 18. septembra istega leta v Krizopolisu v zahodni Anatoliji (Mala Azija). Konstantin je na Konstancijine prošnje obljubil, da Licinija, ki je bil s sinom v priporu v Solunu, ne bo usmrtil. Svojo prisego je kmalu zatem prelomil, ko je Licinij proti njemu pripravljal vstajo ter se povezal z njegovimi sovražniki; tako je dal spomladi 325 usmrtiti njega in sina (Licinija II.).